# شاهزاده آرتور، دوک کانوت و استراثارن
شاهزاده آرتور، دوک کانات و استراثارن (انگلیسی: Prince Arthur, Duke of Connaught and Strathearn; ۱ مهٔ ۱۸۵۰ – ۱۶ ژانویهٔ ۱۹۴۲) پرسنل نظامی و سیاستمدار اهل بریتانیا بود. وی همچنین برندهٔ جوایزی همچون نشان بند جوراب، مدال آلبرت و نشان ردیمر شده‌است.